# Republic (Großbritannien)

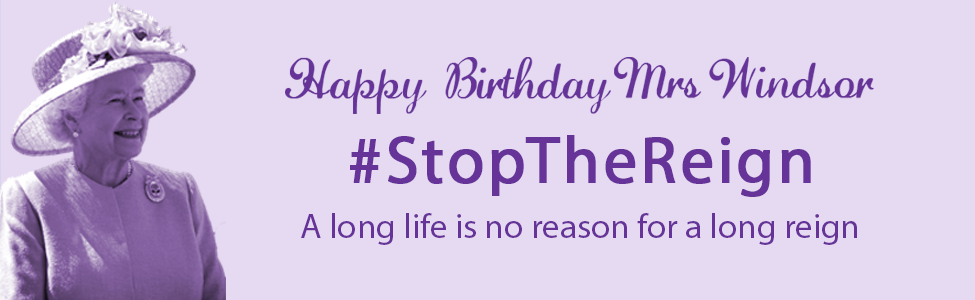
Republic-Mem 2016 zum 90. Geburtstag von Elisabeth II.

Republic ist eine politische Kampagne in Großbritannien, die die Abschaffung der britischen Monarchie und die Errichtung einer Republik mit demokratisch gewähltem Staatsoberhaupt zum Ziel hat.

## Geschichte
Mit dem Commonwealth of England hatte es von 1649 bis 1660 schon einmal eine Republik in Großbritannien gegeben. Erstmals wurde die Bewegung 1983 gegründet und formierte sich nach einer zwischenzeitlichen Auflösung im Jahr 2006 neu. Bei der Krönung von Charles III. 2023 behinderte die Metropolitan Police Demonstrationen von Republic, indem sie mehrere Organisatoren in Gewahrsam nahm und Material beschlagnahmte. Die Polizei gab an, dass Gerät zum Festketten festgestellt wurde, was Republic dementierte.

## Unterstützer
Die Kampagne wird von mehreren Abgeordneten der Labour Party und der Liberal Democrats sowie der Scottish National Party unterstützt. Nach eigenen Angaben hatte die Kampagne 2012, im Jahr des diamantenen Thronjubiläums von Königin Elisabeth II., 21.000 Unterstützer.

## Struktur und Verbindungen
Republic wird von einem Board of Directors geleitet, das auf der Jahreshauptversammlung gewählt wird. In Schottland unterhält die Organisation unter dem Namen Republic Scotland eine eigene Unterorganisation. Mit anderen republikanischen Organisationen im Commonwealth of Nations ist Republic unter dem Dachverband Common Cause zusammengeschlossen.
Auf europäischer Ebene ist die Initiative Mitglied in der Alliance of European Republican Movements (AERM).

## Weblink
- Website der Organisation